# Leivi
Leivi (en ligur Léivi) és un comune italià, situat a la regió de la Ligúria i a la ciutat metropolitana de Gènova. El 2011 tenia 2.350 habitants.

## Geografia
Es troba en la petita vall de Fontanabuona, a l'est de Gènova. Té una superfície de 9,71 km² i les frazioni de Bocco, Curlo, Mezzo, Rostio, San Bartolomeo, San Rufino di Leivi i Solaro. Limita amb les comunes de Carasco, Chiavari, San Colombano Certenoli i Zoagli.